# علی‌آباد سفلی (سیروان)
علی‌آباد سفلی، روستایی در دهستان کارزان بخش کارزان شهرستان سیروان در استان ایلام ایران است.

## جمعیت
بر پایه سرشماری عمومی نفوس و مسکن در سال ۱۳۹۵، جمعیت این روستا برابر با ۵۳ نفر (۱۴ خانوار) بوده است.